# Strukturalismus (Wirtschaftstheorie)
Strukturalismus ist ein in den 1950er Jahren in Lateinamerika entstandener entwicklungsökonomischer Ansatz. Als Strukturalismus wird dieser Ansatz bezeichnet, da er sich mit globalen Wirtschaftsstrukturen, Entwicklungshemmnissen und Marktungleichgewichten beschäftigte. Ausgangspunkt war dabei das Beziehungsgefüge in einem Zentrum-Peripherie-Modell der Weltwirtschaft. Die lateinamerikanischen Strukturalisten waren die ersten, welche die wirtschaftlichen Unterschiede zwischen den Entwicklungsländern (Peripherie) einerseits und den Industrienationen (Zentrum) andererseits systematisch erforschten.
Der Strukturalismus führte zu wirtschaftspolitischen Empfehlungen, die speziell auf die Situation von Entwicklungs- und Schwellenländern ausgerichtet waren. Eine entsprechende Strukturalistische Wirtschaftspolitik wurde maßgeblich von der Wirtschaftskommission der Vereinten Nationen für Lateinamerika (CEPAL (span.) / ECLA (engl.)), insbesondere während der Amtszeit von Raúl Prebisch, vorangetrieben. Sie war in der lateinamerikanischen Wirtschaftspolitik von den 1960er bis Mitte der 1980er Jahre dominierend.

## Geschichtliche Einordnung

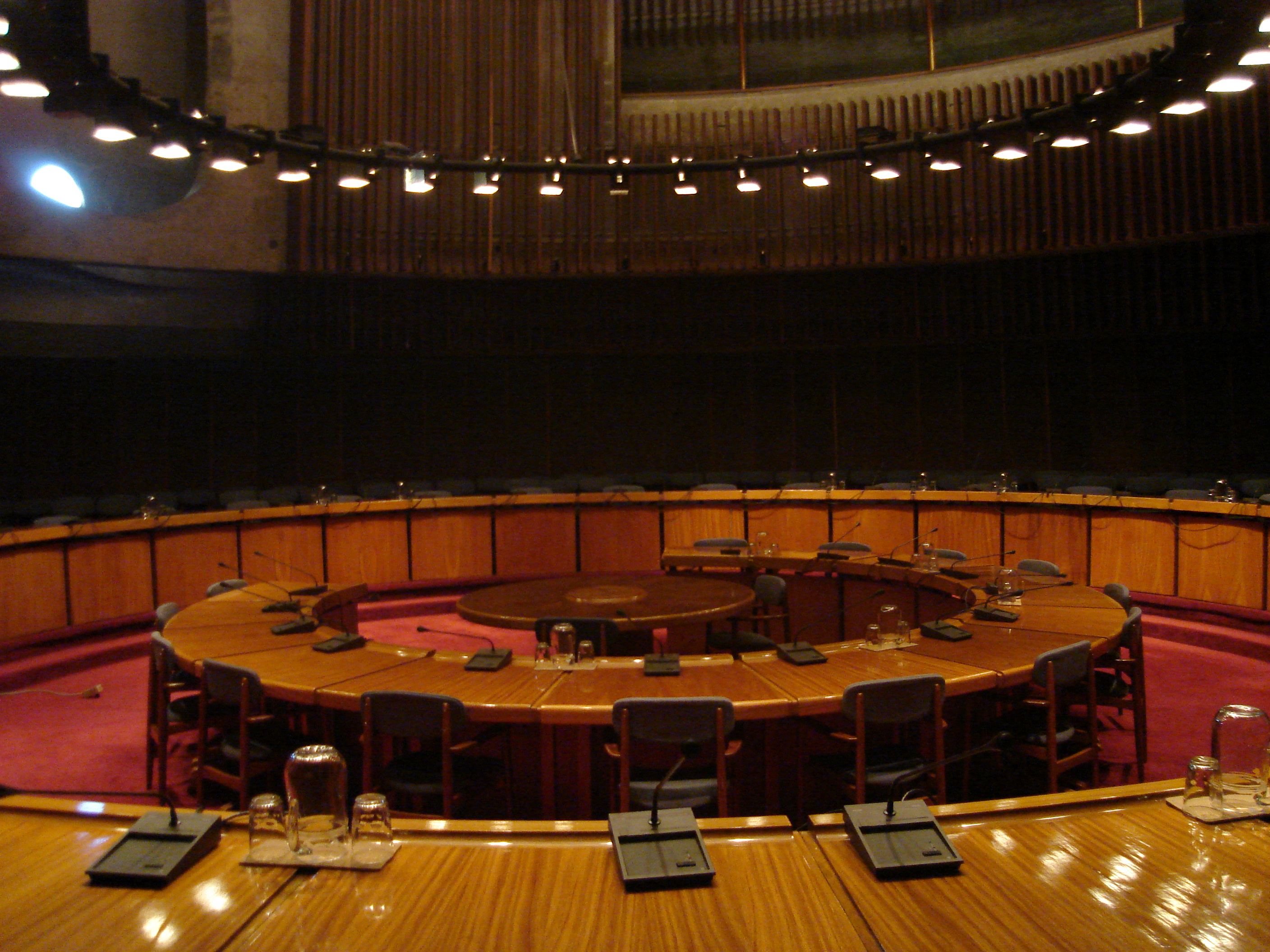
CEPAL-Hauptquartier in Santiago de Chile

Anfang des 20. Jahrhunderts wurde in Südamerika eine exportorientierte Wirtschaftspolitik betrieben, die vom klassischen Wirtschaftsliberalismus und insbesondere von Ricardos Modell der komparativen Kostenvorteile inspiriert war. In der Weltwirtschaftskrise ab 1929 erwiesen sich die exportorientierten Entwicklungsländer aber gegenüber den Auswirkungen der Depression der Weltwirtschaft als besonders verwundbar. So kollabierte beispielsweise innerhalb kurzer Zeit die stark exportorientierte brasilianische Kaffeeproduktion. Kaffee hatte vor der Krise 70 % des brasilianischen Exports ausgemacht. Auch beobachteten zeitgenössische Ökonomen, dass die Preise für Primärgüter wie Lebensmittel und Rohstoffe in der Krise schneller verfielen als die Preise für Industriegüter. Infolge der problematischen Resultate der exportorientierten Wirtschaftspolitik in der Weltwirtschaftskrise verbreitete sich in Lateinamerika die Ansicht, dass die Spezialisierung der Entwicklungsländer auf Primärgüterexporte volkswirtschaftlich eher nachteilig sei (Export-Skepsis). Infolge des massiven Einbruchs der Primärgüterexporte (Cash Crops) entstand ein Devisenmangel, der den Warenimport stark begrenzte. Die Notwendigkeit, die durch den Devisenmangel entstandenen Marktlücken zu füllen, bewirkte die erste Welle der importsubstituierenden Industrialisierung in Lateinamerika. Diese wurde in der Phase strukturalistischer Wirtschaftspolitik ab den 1960er Jahren weitergeführt, durch eine stärkere Planung (z. B. Input-Output-Analyse) sollte der importsubstituierenden Industrialisierung aber eine sinnvolle Richtung gegeben werden. Die Strukturalistische Wirtschaftspolitik wurde maßgeblich von der Wirtschaftskommission der Vereinten Nationen für Lateinamerika CEPAL vorangetrieben, vor allem während der Amtszeit von Raúl Prebisch (1964–1969). Abgelöst wurde diese in den 1980er Jahren von einer bis um das Jahr 2000 reichenden Phase einer am Washington Consensus orientierten Wirtschaftspolitik.

## Theoretische Grundlagen

### Vorläufer
Eine europäische Wurzel des Strukturalismus ist die Historische Schule der Nationalökonomie. Insbesondere in Anlehnung an Friedrich List gingen die Strukturalisten davon aus, dass es unterschiedliche volkswirtschaftliche Entwicklungsstufen gibt, die jeweils eine unterschiedliche Wirtschaftspolitik erfordern. Um an dem wirtschaftlichen Fortschritt voll teilhaben zu können, müsse ein Land die oberste Entwicklungsstufe „Industrieland“ erreichen. Erst in der industrialisierten Volkswirtschaft entfalte sich die volle wirtschaftliche Dynamik durch fortschreitend höher verarbeitete Produkte. Diese Dynamik wirke sich positiv auf die wissenschaftlich-technische Entwicklung und auf Qualifikation und Weiterbildung der Bevölkerung aus. In unterentwickelten Ländern fänden solche Prozesse nicht statt. Das Charakteristikum dieser Volkswirtschaften sei und bleibe eine Ausbeutung endlicher Vorkommen von Naturressourcen, um den Luxuskonsum der Eliten der Peripherie zu finanzieren. Der Theorie Lists folgend gingen die Strukturalisten davon aus, dass aufgrund der größeren Konkurrenzfähigkeit der bereits bestehenden ausländischen Industrien die oberste Entwicklungsstufe ohne eine vorübergehende Periode protektionistischer Wirtschaftspolitik nicht erreichbar sei (Erziehungszollgedanken).
Einflussreich waren auch frühe Entwicklungsökonomen wie Albert O. Hirschman, William Arthur Lewis und Gunnar Myrdal. Diese Autoren gingen entgegen der neoklassischen Vorstellung vom Marktgleichgewicht davon aus, dass der freie Markt keine zwangsläufige Gleichgewichtstendenz hat. Die Marktkräfte würden je nach den Umständen zum Gleichgewicht hin oder vom Gleichgewicht weg tendieren. Kleinste Vorteile oder Nachteile bestimmter Regionen könnten so im Lauf der Zeit zu großen Vorteilen oder Nachteilen gegenüber anderen Regionen anwachsen. Deshalb befürworteten die Strukturalisten internationale Entwicklungshilfe und eine aktive Rolle des Staates, der in den Entwicklungsländern die Industrialisierung anstoßen sollte.

### Überblick
Die lateinamerikanischen Strukturalisten lenkten erstmals die Aufmerksamkeit auf die fundamentalen Unterschiede zwischen den lateinamerikanischen Volkswirtschaften und den Volkswirtschaften der klassischen Industrienationen Europas und Nordamerikas. Sie argumentierten, dass diese Unterschiede in der neoklassischen Theorie zum Teil nicht gesehen bzw. nicht ausreichend berücksichtigt würden (siehe im folgenden Welthandelstheorie und Deformation des Marktprozesses in Entwicklungsländern).

„Entwicklungspolitik muss auf einer korrekten Interpretation der tatsächlich bestehenden Umstände in Lateinamerika beruhen. Die Theorien, denen wir bisher gefolgt sind und denen wir weiterhin folgen, stammen aus Ländern im Zentrum der Weltwirtschaft und sind daher nicht uneingeschränkt anwendbar. Wir, die wir in der Peripherie leben, müssen diese Theorien korrigieren und die nötigen dynamischen Elemente einführen, um sie an unsere Situation anzupassen.“

Den Arbeiten Hirschmanns folgend setze sich unter den Strukturalisten die Strategie des ungleichgewichtigen Wachstums durch. Diese Strategie ist dadurch gekennzeichnet, dass die begrenzten finanziellen Ressourcen von Entwicklungsländern in die konzentrierte Förderung einzelner Schlüsselindustrien (Produktionsstufen) fließen sollen. Von diesen Schlüsselindustrien aus würde dann eine positive Entwicklung auf Zulieferbetriebe und schließlich auch auf die restliche Wirtschaft ausgehen. Diese Entwicklungsstrategie wurde wegen des geringeren Kapitalbedarfs als realistischer eingeschätzt als die Strategie des gleichgewichtigen Wachstums.

### Welthandelstheorie

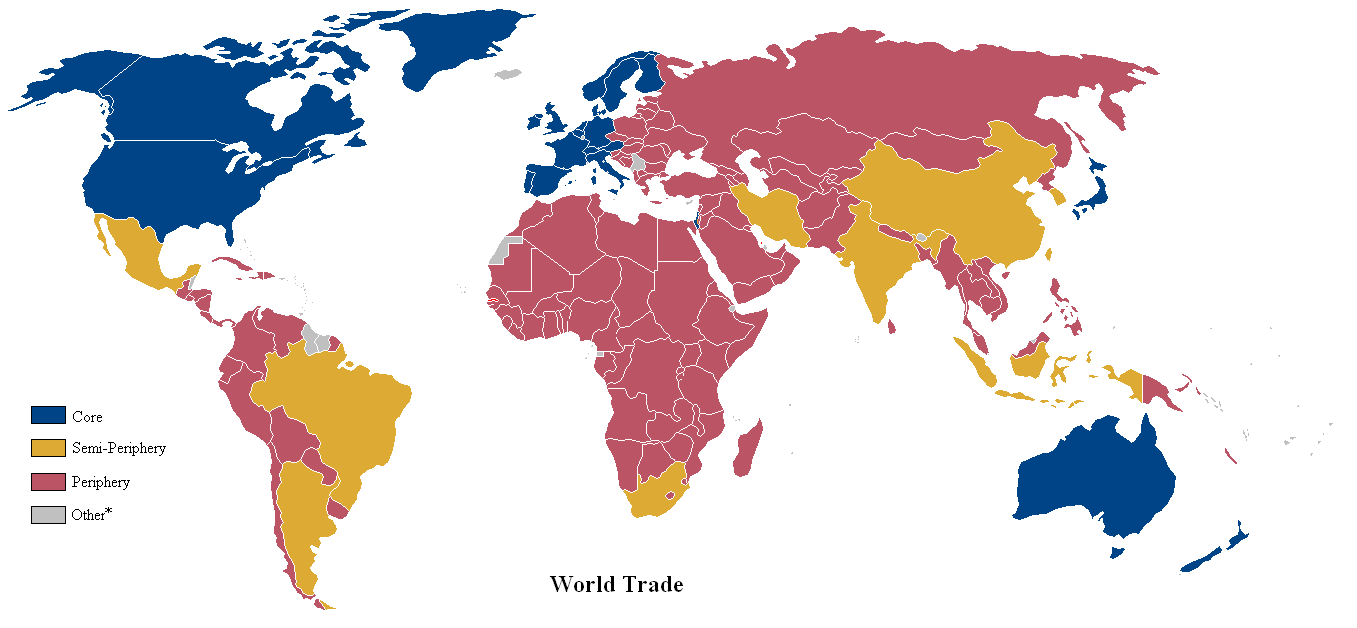
Das Zentrum-Peripherie-Modell des Strukturalismus wurde auch von der Dependenztheorie und der Weltsystemtheorie aufgegriffen. Hier: Länder im Zentrum des Welthandels (blau), Länder der Peripherie (rot) und Länder der Semi-Peripherie (violett) nach Christopher Chase-Dunn, Yukio Kawano und Benjamin Brewer, Trade Globalization since 1795

Die klassische Außenwirtschaftstheorie postuliert, dass die internationale Arbeitsteilung zu einer Wohlfahrtsmehrung aller am Handel beteiligter Länder führt. Nach dem Heckscher-Ohlin-Theorem müssten sich die Faktoreinkommen aller am Welthandel beteiligten Länder angleichen. Die Unterentwicklung der Entwicklungsländer wird demnach als Folge mangelhafter Integration in den Welthandel gesehen. Demgegenüber sehen die Strukturalisten die Einkommensunterschiede zwischen Industrie- und Entwicklungsländern als Konsequenz des Welthandels, nämlich der internationalen Arbeitsteilung.
Demgegenüber unterscheidet der Strukturalismus ein Zentrum des Welthandels von einer Peripherie des Welthandels (Zentrum-Peripherie-Modell). Das Zentrum wird von den Industrieländern gebildet, die über eine vergleichsweise homogene ökonomische Struktur und ein diversifiziertes Angebot verfügen. Die Peripherie hat hingegen eine heterogene ökonomische Struktur (u. a. Dualismus, hohe Arbeitslosigkeit) und kann nur bestimmte Primärgüter anbieten (Monostruktur). Der Welthandel begünstige nach Ansicht der Strukturalisten nur das Zentrum, da die Peripherie durch ungleiche Handelsbedingungen (Terms of Trade) benachteiligt werde (Prebisch-Singer-These). Nach der Prebisch-Singer-These ist die internationale Arbeitsteilung für Entwicklungsländer nachteilig, da diese ganz überwiegend Primärgüter exportieren.
So besteht bei Primärgütern eine niedrige Einkommenselastizität der Nachfrage: Steigende Einkommen führen also nicht dazu, dass gleichermaßen die Nachfrage z. B. nach Kaffee steigt. Andererseits wurde bei Industriegütern eine hohe Einkommenselastizität der Nachfrage festgestellt. Steigende Einkommen führen also dazu, dass die Nachfrage nach Industriegütern überproportional steigt.
Gleichzeitig wurde bei Primärgütern eine hohe Preiselastizität der Nachfrage beobachtet, eine Preiserhöhung für ein Primärgut führt häufig dazu, dass der Absatz zurückgeht, da es leicht durch nahezu identische Güter anderer Lieferer ersetzt werden kann.
Aufgrund von Produktivitätszuwächsen müssten sich die Einkommensverhältnisse eigentlich kontinuierlich verbessern. Dies ist nach Ansicht der Strukturalisten aber nur in den Industrieländern der Fall, denn zum einen sind in der Industrieproduktion weit höhere Produktivitätszuwächse zu erwarten als in der Primärgüterproduktion. Zum anderen wirken sich Produktivitätssteigerungen in den Industrieländern regelmäßig in Form von höheren Löhnen und Gehältern aus, da für die Produktion überwiegend qualifizierte Arbeitskräfte benötigt werden, die eine bessere Verhandlungsposition haben. In Entwicklungsländern dagegen führen Produktivitätszuwächse nicht zu steigenden Einkommen, sondern zu sinkenden Preisen der Exportgüter, denn für die Produktion von Primärgütern sind überwiegend unqualifizierte Arbeitskräfte ausreichend. An unqualifizierter Arbeitskraft herrscht jedoch ein Überangebot, so dass sich die Arbeitskräfte in einer schlechten Verhandlungsposition befinden und entsprechend nur geringe Lohn und Gehaltszuwächse einfordern können. Demnach kommt ein Produktivitätszuwachs überwiegend den ausländischen Kunden als Preisnachlass zugute. Daraus ergibt sich wiederum, dass die Art der Internationalen Arbeitsteilung in den Industrieländern zu steigenden und in den Entwicklungsländern zu sinkenden Realeinkommen führt.
Aufgrund dieser Verhältnisse haben Entwicklungsländer zu geringe Importkapazitäten (Devisenlücke), welche die Entwicklung der Ökonomien der Peripherie behindert. Diese Devisenlücke könne nicht durch eine Ausweitung des Exports von Primärprodukten geschlossen werden, da ein (mengenmäßig) höherer Export nur den Preisverfall der Primärprodukte beschleunige. Als einziger Ausweg aus der Verschlechterung der Terms of Trade wurde die Diversifizierung des Angebots hin zu Konsum- und Industriegütern betrachtet.

### Deformation des Marktprozesses in Entwicklungsländern
Die Strukturalisten gingen davon aus, dass der Preismechanismus in den Entwicklungsländern grundsätzlich funktioniert, da die Preise flexibel sind und die Angebots- und Nachfragesituation korrekt reflektieren. Allerdings führe der Marktmechanismus in den Entwicklungsländern entgegen der neoklassischen Lehrbuchtheorie für vollkommene Märkte nicht zu einem stetigen Wirtschaftswachstum, sondern zu dauerhafter Stagnation und Unterentwicklung. Die Gründe werden in den besonderen Strukturen der Entwicklungsländer gesehen (also in den für Entwicklungsländer typischen Marktunvollkommenheiten). Zum einen sind dies der aus der Kolonialzeit herrührende Dualismus und die heterogene Einkommensstruktur. Ein weiterer Grund wird in strukturellen Rigiditäten gesehen, die dazu führen, dass die Preisorientierung der Wirtschaftsakteure zu suboptimalen Ergebnissen führt.

#### Dualismus und Einkommenskonzentration
Bei dem Strukturalismus handelt es sich um eine Modernisierungstheorie. Die Unterentwicklung der Volkswirtschaften der Peripherie wurde dabei nicht als eine Art automatisches Durchgangsstadium auf dem Weg zu einer Industrienation angesehen, sondern als ein sich selbst perpetuierender Zustand. Dabei wird vor allem die dualistische Struktur der Entwicklungsländer als ein Entwicklungshindernis gesehen, das überwunden werden muss.
Die dualistische Struktur ergibt sich aus der Spaltung der Entwicklungsländer in
1. einen kleinen, modernen Sektor, der exportorientiert wirtschaftet und
2. einen großen informellen Sektor, der von Subsistenzwirtschaft und geringer Produktivität geprägt ist.

Diese Struktur ist in der Kolonialzeit entstanden, als die sich aus den kolonialen Mutterländern in den Kolonien ansiedelnden Unternehmer und gelernten Arbeitskräfte Enklaven bildeten, die von der Wirtschaft des restlichen Landes herausgehoben und isoliert blieben. Infolge der Enklavenbildung übernahm die einheimische Bevölkerung kaum Technik und Unternehmertum der Zuwanderer. Auch nach Beendigung des Kolonialismus blieb diese dualistische Struktur fortbestehen.

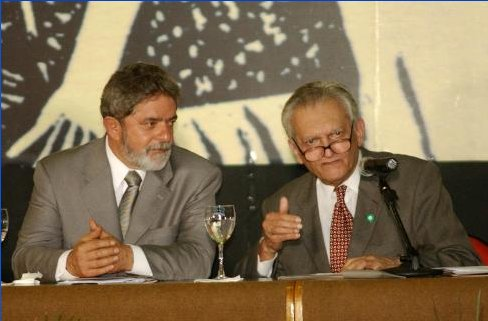
Celso Furtado (rechts) mit Lula da Silva (links)

Aus der dualistischen Struktur ergibt sich auch eine extrem ungleiche Einkommensverteilung. Diese wird als komplexes Problem angesehen, das überwunden werden müsse. Durch die ungleiche Einkommensverteilung kann eine zahlenmäßig kleine Bevölkerungsschicht einen Großteil des Volkseinkommens für ihre Zwecke einsetzen. Diese Bevölkerungsschicht unterscheidet sich zudem von der Masse der Bevölkerung durch eine starke kulturelle Ausrichtung am way of life der ehemaligen kolonialen Mutterländer. Dies führt dazu, dass die gesamtwirtschaftliche Sparquote unter dem zur Ressourcenallokation möglichen und notwendigen Niveau bleibt, weil sich die einkommensstarke Bevölkerungsschicht an „westlichen“ Lebensstandards orientiert und deshalb ihr – für südamerikanische Verhältnisse gehobenes – Einkommen weitgehend verkonsumiert. Mittlere und untere Einkommen müssen weitgehend für den Lebensbedarf ausgegeben werden folglich besteht hier von vornherein kein großes Sparpotential. Die „westlichen“ Konsummuster führen auch dazu, dass in großem Umfang Konsumgüter aus den Industrieländern importiert werden, dadurch werden knappe Devisenreserven verbraucht, die dann für den Import von Produktionsmitteln nicht mehr zur Verfügung stehen. Eine Beschränkung des Wachstumspotentials ergibt sich somit aus der Spar- und Investitionslücke. Wegen des geringen Einkommensniveaus im informellen Sektor muss ein großer Teil des Einkommens für den Konsum verwendet werden. Im modernen Sektor erfolgt hingegen zwar eine Kapitalakkumulation. Aufgrund der Enge des heimischen Binnenmarktes, die durch die geringe Kaufkraft im informellen Sektor bedingt ist, werden aber nur wenige über den Exportsektor hinausgehende Investitionen getätigt. Das geringe Einkommen im informellen Sektor resultiert wiederum aus der geringen Produktivität. Die geringe Produktivität im informellen Sektor resultiert aus zu geringen Investitionen. Alles zusammen ergibt den Teufelskreis der Armut.
Aus dieser dualistischen Struktur ergibt sich die Enge des Binnenmarktes der Entwicklungsländer. Der informelle Sektor stellt wegen der geringen Einkommen eine schwache Basis für den Binnenmarkt dar, während der moderne Sektor nur eine kleine Bevölkerungszahl erfasst, deren Konsumverhalten sich zudem an der in den Industrieländern vorhandenen breiten Produktpalette orientiert. Dadurch ergeben sich für die auf den Binnenmarkt ausgerichtete Produktion keine positiven Skaleneffekte, was die Konkurrenzfähigkeit der heimischen Produkte gegenüber Importwaren schwächt. In der Folge müssen selbst solche Konsumgüter importiert werden, die von den technischen Voraussetzungen her in Entwicklungsländern produziert werden könnten. Die Folge dieser Konsumgüterimporte ist, dass die heimische Nachfrage nur zu einem geringen Teil am Binnenmarkt wirksam wird.

#### Strukturelle Rigiditäten
Marktunvollkommenheiten in den Entwicklungsländern führen nach Ansicht der Strukturalisten dazu, dass das Preissystem nur unzureichende Steuerungssignale bereitstellt. Insbesondere ein stetiges Wachstum und eine akzeptable Einkommensverteilung würden erschwert. Dies liege daran, dass die Länder der Peripherie Beschränkungen und strukturellen Rigiditäten unterliegen, von denen sie sich nur durch einen strukturellen Wandel (Industrialisierung, weniger ungleiche Einkommensverteilung) befreien können. Als Wachstumshemmnis sehen Strukturalisten die speziell in Entwicklungsländern beobachteten Angebotsrigiditäten. So werden in den Ländern der Peripherie vorwiegend Produkte hergestellt, die eine geringe Preiselastizität des Angebots haben (v. a. landwirtschaftliche Produkte), eine erhöhte Nachfrage nach diesen Gütern (z. B. aufgrund von Bevölkerungswachstum) löst zwar Preiserhöhungen aus, die Preiserhöhung führt aber zu keiner oder nur einer geringen Ausweitung der Angebotsmenge. Nachfragesteigerungen nach diesen Gütern werden folglich eher inflationäre Effekte als Wachstumsimpulse auslösen. Die ungenügende Produktionsanpassung wurde auf vier Hauptfaktoren zurückgeführt:
1. die allgemein niedrige Produktivität von Landwirtschaft und Industrie in den Entwicklungsländern
2. institutionelle Hindernisse, vor allem das durch Latifundien geprägte landwirtschaftliche Pachtsystem (Rentenkapitalismus)
3. der vielfach geringe finanzielle Spielraum der Unternehmer (es fehlt vor allem an ausgebildeten Kapitalmärkten und folglich an der Möglichkeit Kredite zu erlangen)
4. die geringe Bereitschaft der Unternehmer das finanzielle Risiko einer Produktionsausweitung einzugehen. Der Aus- und Aufbau von Produktionskapazitäten ist in Entwicklungsländern nicht nur von prinzipiell optimistischen Profiterwartungen abhängig, es werden zusätzlich die Investitionstätigkeit dämpfende sozio-ökonomische Faktoren beobachtet. Dadurch genügen marginale Preiserhöhungen nicht, sondern es bedarf außergewöhnlich hoher Preissteigerungen, bis positive Mengeneffekte erzielt werden.[35] Derart hohe Preissteigerungen sind in einer offenen Marktwirtschaft aber in der Regel nicht möglich, da dies einen Importschub verursacht, der seinerseits in einer hohen Auslandsverschuldung und der Abwertung der heimischen Währung (Inflation) kulminiert.

Um diese Probleme überwinden zu können, wurde eine radikale Veränderung der Strukturen durch aktive Eingriffe des Staates in das Wirtschaftsgeschehen im Rahmen einer Entwicklungsplanung für notwendig erachtet.

## Strukturalistische Wirtschaftspolitik

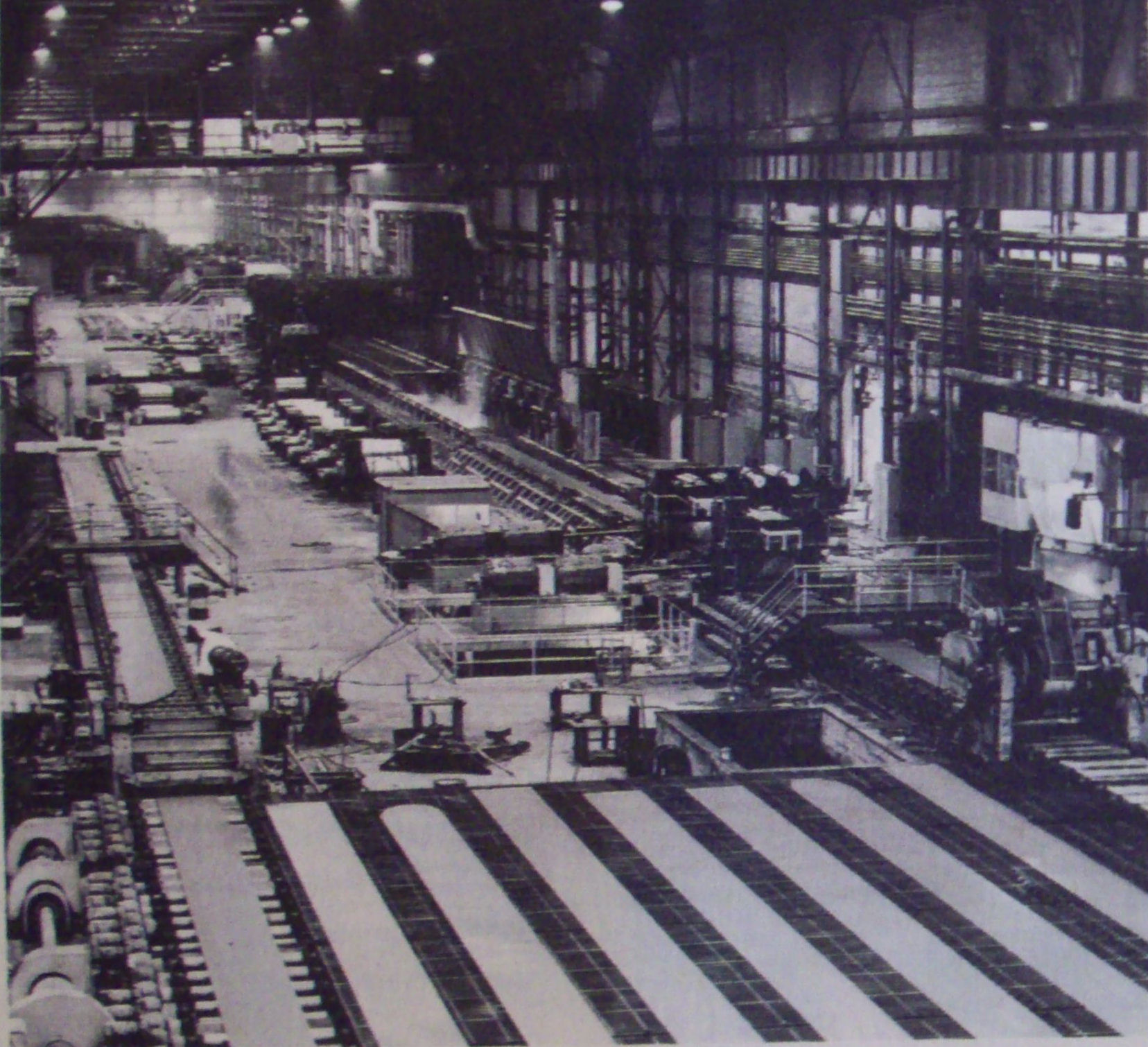
Die Entwicklung der argentinischen Schwerindustrie wurde insbesondere in der Amtszeit von Juan Perón und Arturo Frondizi gefördert. Hier: SOMISA-Werkhalle im Jahr 1960

Nach strukturalistischer Beobachtung versagt in der Peripherie des Welthandels oft der Markt; die Preise in Entwicklungsländern seien daher systematisch verzerrt. In der Folge würden weniger Güter und Dienstleistungen angeboten, als es das Produktionspotential der jeweiligen Volkswirtschaften erlaube. Es bestehe also ein Unterangebot an Waren und Dienstleistungen bei gleichzeitigem Überangebot des Faktors Arbeit. Die privaten Marktakteure seien unfähig, aus eigener Kraft einen Beitrag zu leisten, um die Unterentwicklung zu überwinden. Entweder reagierten sie aufgrund dämpfender sozio-ökonomischer Faktoren gar nicht auf Marktsignale, oder sie erhöhen die Preise bei steigender Nachfrage anstatt die Produktion auszuweiten. Eine nachholende Entwicklung der Entwicklungs- und Schwellenländer bedürfe daher staatlicher Intervention. Daraus erwuchs ein Entwicklungsprogramm, das sich auf den Binnenmarkt und die importsubstituierende Industrialisierung der Volkswirtschaft fokussierte.
Importsubstituierende Industrialisierung wurde in Lateinamerika bereits vor der Gründung der CEPAL in 1948 in großem Umfang praktiziert. Infolge der Weltwirtschaftskrise ab 1929 fanden die für den Export produzierten landwirtschaftlichen Produkte (Cash Crops) kaum noch Abnehmer, die Exporte brachen ein. Devisen fehlten daher, um in gewohntem Umfang Waren zu importieren. Dies bewirkte die erste Welle der importsubstituierenden Industrialisierung in Lateinamerika: Fernab wirtschaftstheoretischer Überlegungen mussten Marktlücken gefüllt werden.
Die von der CEPAL propagierte strukturalistische Wirtschaftspolitik versuchte diese Entwicklung zu beeinflussen. Dabei wurden drei Phasen unterschieden. In der ersten Phase wird der Import einfacher Konsumgüter, die in häuslicher Produktion hergestellt werden können, durch heimische Produktion ersetzt. In der zweiten Phase wird die Produktion von Zwischenprodukten und Konsumgütern angestoßen, deren Herstellung technisch schwieriger ist. In der dritten Phase wird die Herstellung von Produktionsgütern angestoßen. Strukturalistische Wirtschaftspolitik war dabei – zumindest in der Theorie – nicht allein auf nationalstaatliche Binnenmärkte ausgerichtet. Um positive Skaleneffekte zu erzielen, wurde auch ein gemeinsamer Binnenmarkt der Länder der Peripherie befürwortet. Der Andenpakt verwirklichte diese Intention jedoch nur ansatzweise.

### Früher Strukturalismus

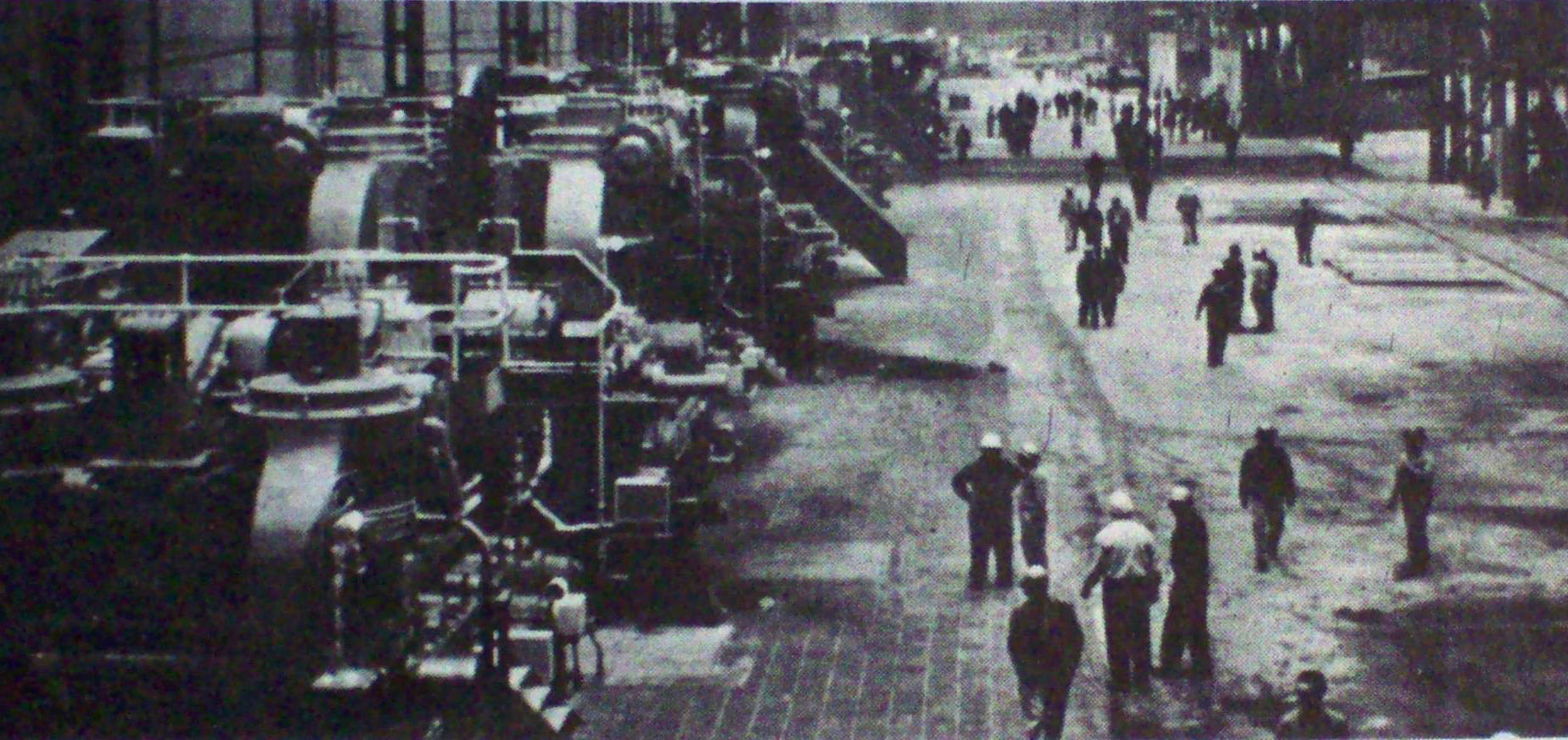
Industrialisierung in Argentinien. Hier: Walzwerk im Jahr 1960

Hauptgegenstand der strukturalistischen Wirtschaftspolitik war zunächst die Industrialisierung der südamerikanischen Volkswirtschaften. Durch importsubstituierende Industrialisierung und durch Verbesserung der Wettbewerbsfähigkeit heimischer Unternehmen sollte die Wirtschaft rasch wachsen und das Pro-Kopf-Einkommen steigen. Durch die Industrialisierung wollte man der prognostizierten kontinuierlichen Verschlechterung der Terms of Trade für Primärprodukte entkommen. Außerdem schien es aussichtsreicher, in der Industrie als in der Landwirtschaft durch technologische Neuerungen die Produktivität zu steigern. Ein hohes Wirtschaftswachstum sollte Arbeitsplätze für die stark wachsende lateinamerikanische Bevölkerung schaffen.
Ein begrenzender Faktor dieser Politik war der Devisenbedarf. Zum Aufbau heimischer Industriezweige mussten nämlich zunächst mehr Maschinen und sonstige Geräte importiert werden als zuvor. Um den Devisenbedarf zu begrenzen, wurde eine Überbewertung der heimischen Währung angestrebt. Hierdurch wurden Exporte zwar erschwert, die erforderlichen Importe aber preislich begünstigt. Da die Exportgüter ganz überwiegend Primärprodukte waren, die nach strukturalistischer Analyse eine geringe Preis-Elastizität aufwiesen, wurde so der Aufbau des sekundären Sektors auf Kosten der Gewinnmargen des primären Sektors gefördert. Diese Benachteiligung des primären Sektors wurde in Kauf genommen, da von diesem kaum Entwicklungsimpulse erwartet wurden. Eine Politik der Exportförderung durch Abwertung der Währung galt als erst dann sinnvoll, wenn eine quantitativ und qualitativ ausreichende industrielle Basis geschaffen ist. Die Beeinflussung des Außenhandels mittels tarifärer und nichttarifärer Maßnahmen (Zölle u. ä.) wäre üblicher gewesen und hätte eine zielgenauere Steuerung ermöglicht. Derartige Maßnahmen konnten aber gegenüber den einflussreichen Minen- und Großgrundbesitzern nicht durchgesetzt werden. Da es von 1944 bis 1973 keine freien Wechselkurse gab (siehe Bretton-Woods-System), konnte Raul Prebisch als Präsident der argentinischen Zentralbank damals ein System „multipler“ Wechselkurse einführen. Die Devisenkurse hingen hier davon ab, welche Warenkategorie importiert oder exportiert werden sollte. Ein System multipler Wechselkurse wurde später in vielen anderen südamerikanischen Staaten eingeführt.
Als eines der ersten Länder betrieb Brasilien ab 1945 eine systematische importsubstituierende Industrialisierung. In strategischen Wirtschaftssektoren wurden staatseigene Unternehmen gegründet. Zu nennen sind vor allem die Entwicklungsbank Banco Nacional de Desenvolvimento Econômico e Social, der Bergbaukonzern Companhia Vale do Rio Doce und das Mineralölunternehmen Petrobras. Eine wichtige Rolle spielte dabei der brasilianische Planungsminister Celso Furtado zwischen 1961 und 1964, der mit Raúl Prebisch in der CEPAL zusammengearbeitet hatte. In Chile wurde die importsubstituierende Industrialisierung durch die CORFO vorangetrieben.

### Entwicklung in den 1970er Jahren

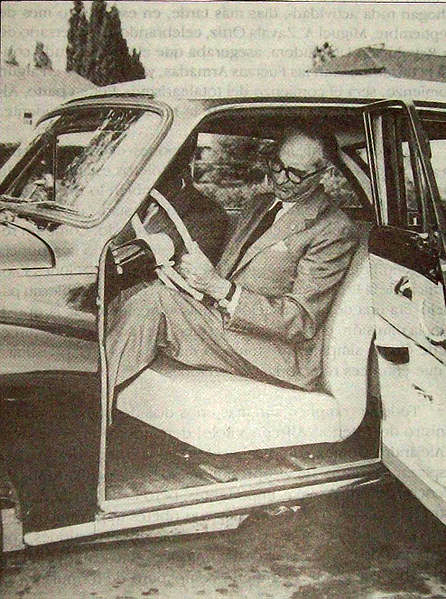
Präsident Arturo Frondizi bei der Probefahrt eines in Santa Fe in DKW-Lizenzfertigung gebauten Automobils

Für die Anfangsphase der Industrialisierung wurde die Strategie des ungleichgewichtigen Wachstums verfolgt. Eine Verschärfung der Einkommensunterschiede nahmen die Strukturalisten dabei in Kauf. Von den Erfolgen der Industrialisierung in den Wachstumszentren blieben tatsächlich weite Teile der Bevölkerung ausgeschlossen. Dies hatte erhebliche soziale Spannungen zur Folge, die in den 1970er Jahren einige südamerikanische Länder erschütterten.
Aber auch andere Probleme waren durch die beginnende Industrialisierung nicht beseitigt. Die wirtschaftlichen Eliten konsumierten beispielsweise weiterhin mehr, als sie investierten; die gesamtwirtschaftliche Sparquote lag unter den Erfordernissen einer forcierten industriellen Entwicklung. Die hohen Importe von Konsumgütern belasteten zudem die Devisenreserven und die heimische Nachfrage wurde weiterhin nur zu einem geringen Teil am Binnenmarkt wirksam.
Diese Situation konnte nicht befriedigen. Um das Problem der Einkommensverteilung anzugehen, betonte die strukturalistische Wirtschaftspolitik ab Mitte der 1970er Jahre als gleichwertiges Ziel neben der Industrialisierung die Überwindung von Armut. Dies sollte über eine Sicherung der Reallöhne bzw. der Grundbedürfnisse der Bevölkerung erreicht werden. Eine solche Politik sollte zugleich auch der sozialen Befriedung dienen. Die Reallohnsicherung erfolgte durch Lohnindexierung. So ließen sich die angesichts hoher Inflationsraten häufigen Arbeitskämpfe reduzieren, die hohe wirtschaftliche Folgekosten verursachten. Der besseren Befriedigung der Grundbedürfnisse der Bevölkerung diente eine (rudimentäre) Umverteilungspolitik. Von der Umverteilung erhofften sich die Wirtschaftspolitiker, dass sie eine breitere Binnennachfrage hervorrufen würde, die wiederum die neuen geschaffenen einheimischen Produktionskapazitäten besser auslasten würde.
Die Politik der importsubstituierenden Industrialisierung führte bei den Staaten Lateinamerikas jedoch zu hohen Kosten. Die Theoretikern der strukturalistischen Wirtschaftspolitik empfahlen eine Abwertung der heimischen Währung und eine Steuerreform. Ein effektives Steuersystem ohne Schlupflöcher und mit Steuerprogression ließ sich jedoch lange Zeit politisch nicht durchsetzen. Die
seit Mitte der 1970er Jahre verbreiteten Abwertungsängste und die Angst vor politischer Instabilität trafen nun auf einen stärker liberalisierten internationalen Kapitalmarkt, der es erleichterte lateinamerikanisches Geldkapital in das Ausland zu transferieren. Dadurch waren die südamerikanischen Staaten gezwungen, Kredite verstärkt im Ausland, vor allem in den USA, aufzunehmen. Die Auslandsverschuldung erhöhte sich in der zweiten Hälfte der 1970er Jahre stark. Eine Schuldenaufnahme erschien zu diesem Zeitpunkt sinnvoll, da der reale Zinssatz Mitte der 1970er Jahre negativ war. Der Umfang längerfristiger Investitionen nahm jedoch ab.

### Entwicklung in den 1980er Jahren
Die zweite Ölkrise 1979 führte auch in Südamerika zu Beginn der 1980er Jahre zu einer Rezession. Die Staatseinnahme der südamerikanischen Staaten brachen ein. Das rasant angestiegene US-Haushaltsdefizit unter der Präsidentschaft Reagan führte Anfang der 1980er Jahre zu hohen Zinssätzen für Kredite in US-Dollar. Da ein großer Teil der Auslandsverschuldung der lateinamerikanischen Staaten in kurzfristigen, auf US-Dollar lautenden Krediten bestand, konnten mehrere Staaten ihren Schuldendienst in der Rezession nicht mehr leisten (Lateinamerikanische Schuldenkrise).
Die Schuldenkrise führte zu einer massiven Kapitalabwanderung, die dazu führte, dass die lateinamerikanischen Währungen stark abwerteten und somit die Realzinsen und die Inflation stark anstiegen. Vor diesem Hintergrund rückte in den 1980er Jahren der Versuch die Inflation mittels eines heterodoxen Schockprogramms zu begrenzen, in den Vordergrund. Anders als vom konkurrierenden, von Milton Friedman geprägten Monetarismus („Chicago Boys“) nahegelegt, versuchte die strukturalistische Wirtschaftspolitik die steigende Inflation durch staatliche Preiskontrollen zu begrenzen. Nach Ansicht von Eliana Cardoso/Albert Fishlow erklärten beide Zugänge das Phänomen unzureichend und führten jeweils zu ökonomisch nachteiligen Stabilisierungsprogrammen.
Das heterodoxe Schockprogramm der Strukturalisten bestanden im Kern aus einer Währungsreform. Da in Entwicklungs- und Schwellenländern traditionell eine große Inflationserwartung besteht, waren die strukturalistischen Ökonomen der Ansicht, dass die Währungsreform durch gesetzliche Verbote ergänzt werden musste. So wurde es etwa zeitweise gesetzlich verboten Verträge zu indexieren, also eine automatische Anpassung des Preises an die allgemeine Preisentwicklung zu vereinbaren. Ebenso wurde ein Preis-Lohn-Stopp erlassen, also das Verbot höhere Löhne auszuhandeln und Preise zu erhöhen.

### Auswirkungen

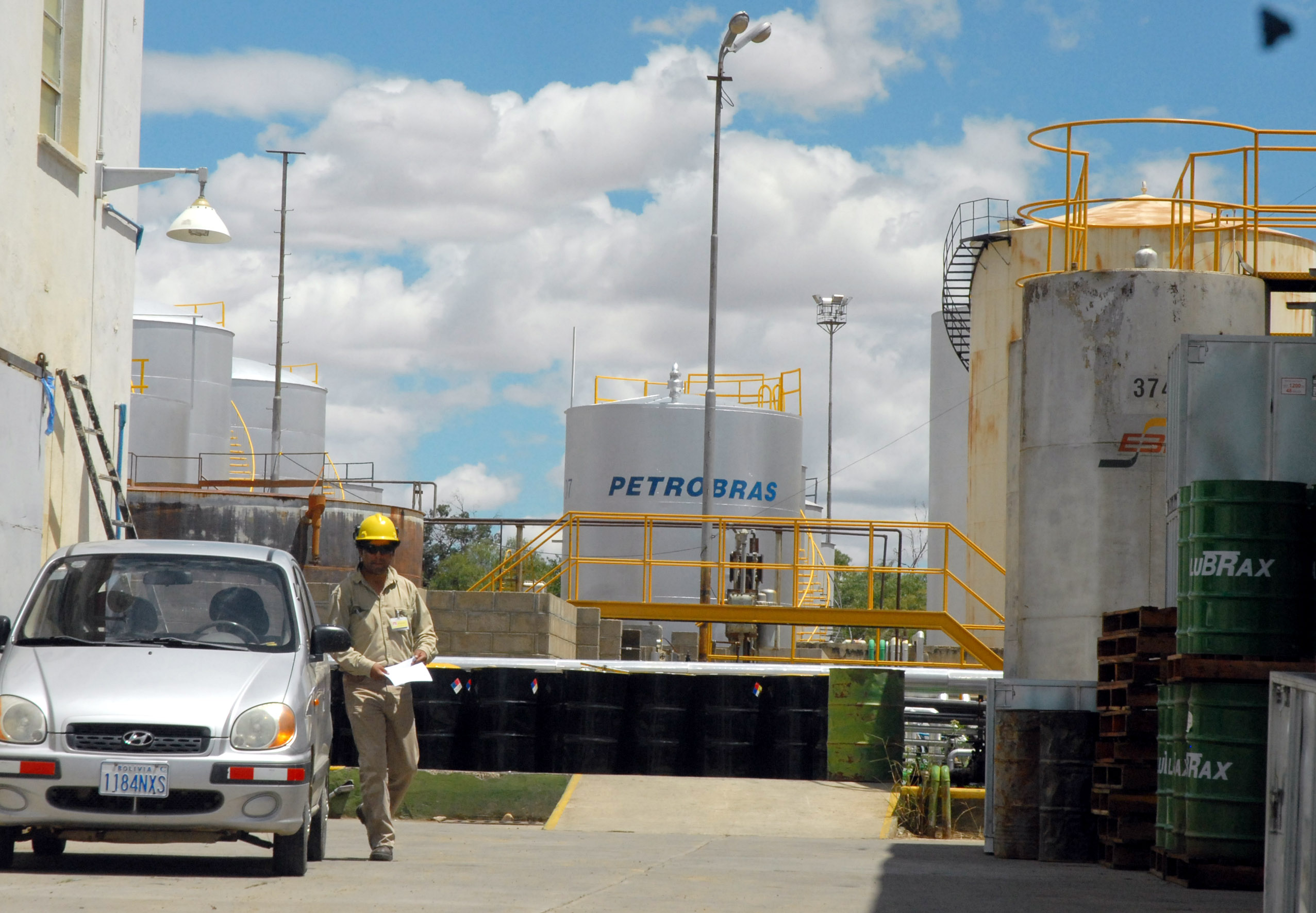
Das brasilianische Mineralölunternehmen Petrobras wurde 1953 unter dem Motto „Uns gehört das Öl!“ gegründet.

Die Erfolge in der Industrialisierung waren recht unterschiedlich. Die großen südamerikanischen Länder wie Mexiko, Brasilien, Argentinien, Chile und Venezuela hatten bedeutende Erfolge vorzuweisen (siehe auch mexikanisches Wunder). In Argentinien und Chile kam es in den 1970er Jahren zwar zu Problemen, die waren aber eher durch politische Instabilität verursacht. In den kleineren südamerikanischen Ländern hingegen verlief die strukturalistische Wirtschaftspolitik weniger erfolgreich.
Auch wenn nicht alle Maßnahmen effizient waren, gab es in den 1960er und 1970er Jahren in Südamerika ein hohes Wirtschaftswachstum, dass zu der Herausbildung eines bedeutenden industriellen Sektors und einer Diversifizierung des Tertiärsektors führte. Es kam zur Herausbildung einer Mittelschicht und zu einer verstärkten Urbanisierung. Es wurde überwiegend eine stark protektionistische Handelspolitik betrieben. Diese resultierte nicht zuletzt aus dem Druck auf die Politik, für die aus unrentabler Landwirtschaft in urbane Beschäftigung drängenden Menschenmassen Beschäftigung zu finden. Trotz des beeindruckenden Wachstums und einiger Landreformen blieben extrem ungleiche Einkommens- und Vermögensverhältnisse für Südamerika prägend und insbesondere Frauen und die indigenen Bevölkerungsteile blieben ausgeschlossen. Auch konnte der informelle Sektor nicht grundsätzlich überwunden werden, so dass der Absatzmarkt für heimische Industrieprodukte relativ klein blieb.
Die wirtschaftliche Entwicklung Südamerikas während der Zeit der strukturalistischen Wirtschaftspolitik lässt sich, Celso Furtado folgend, in drei Phasen unterscheiden:
1. In der ersten Phase bis Mitte der 1960er Jahre konnte die importsubstituierende Industrialisierung begünstigt durch starke Währungen und günstige Terms of Trade ein hohes Wirtschaftswachstum anschieben.
2. Ab Mitte der 1960er Jahre verschlechterten sich die Terms of Trade rapide und das Wirtschaftswachstum schwächte sich ab. Zudem brachte die Kubanische Revolution die gesamte südamerikanische Wirtschaftspolitik international in den Verdacht des verkappten Marxismus.
3. In den 1970er Jahren erfuhr Südamerika wieder ein starkes Wirtschaftswachstum, dem aber hohe Kapitalimporte gegenüberstanden.

Ein durch die frühen Erfolge verursachter Überenthusiasmus führte dazu, dass die Erfolge der importsubstituierenden Industrialisierung überschätzt und die Kosten unterschätzt wurden. Bedingt auch durch eine leichtsinnige Kreditvergabe aufgrund der Petrodollarschwemme kam es in den 1970er Jahren zu einer überhöhten Kreditaufnahme, die zusammen mit einer später eintretenden Hochzinsphase um 1980 herum in die lateinamerikanische Schuldenkrise führte.
Infolge der lateinamerikanischen Schuldenkrise übernahmen der IWF und die Weltbank die Aufgabe der Schuldenrestrukturierung. In diesem Rahmen vergab der IWF Kredite an lateinamerikanische Länder unter der Bedingung, dass diese Länder Strukturanpassungen durchführten. Zur Durchsetzung der Strukturanpassungsprogramme führten sie ständige Konsultationen mit den wirtschaftspolitischen Eliten der lateinamerikanischen Länder. Diese Strukturanpassungsprogramme waren eine Umsetzung des Washington Consensus, der das politische Programm der zu dieser Zeit hegemonialen wirtschaftspolitischen Kräfte in den USA darstellte, die im IWF, der Weltbank, dem US-Finanzministerium und den zahlreichen Washingtoner Think Tanks organisiert waren.
Diese machte die Weiterführung einer Politik der importsubstituierenden Industrialisierung unmöglich und führte zu ökonomischen, politischen und sozialen Problemen.

## Unterschiede zur Dependenztheorie
Die Dependenztheorie griff die von den Strukturalisten aufgeworfenen Hauptthemen auf, entwickelte aber eigene Erklärungsmuster und Lösungen. Während sich der Strukturalismus als Modifizierung des ökonomischen Mainstreams (der orthodoxen Ökonomie) versteht, stellt die Dependenztheorie eine Modifizierung der marxistischen Wirtschaftstheorie dar. Für Strukturalisten zeigt sich die Abhängigkeit vom Zentrum der Weltwirtschaft in der Summe aller Faktoren, welche den Entscheidungsspielraum des eigenen Nationalstaates einschränken. Die Dependenztheorie versteht Abhängigkeit als Ausbeutung und Herrschaft im Weltmaßstab. Strukturalisten verfolgen eine strukturalistische Wirtschaftspolitik und hoffen auf eine Umgestaltung der Außenbeziehungen durch eine Neue Weltwirtschaftsordnung sowie durch regionale Integration (Mercosur). Nach der Dependenztheorie hingegen sei eine auf nationalstaatlicher Ebene betriebene strukturalistische Wirtschaftspolitik zum Scheitern verurteilt, weil ein einzelner Nationalstaat die Abhängigkeit nicht abschütteln könne. Demgemäß strebt die Dependenztheorie eine revolutionäre Umgestaltung des kapitalistischen Systems im Weltmaßstab an. Ein politischer Vertreter der Dependenztheorie war Che Guevara, der nach dem Umsturz auf Kuba versuchte auch in Bolivien eine Revolution durchzuführen um die Kette des kapitalistischen Weltsystems zu sprengen.

## Rezeption
Die importsubstituierende Industrialisierung hatte die positiven Effekte, die Lernprozesse von Managern und Arbeitern anzuschieben und technologische Innovation und damit die Produktivität zu fördern. Die negativen Effekte bestanden darin, dass durch die Überbewertung der nationalen Währungen die Exportkonditionen für traditionelle Primärgüter verschlechtert und dadurch die Devisenbeschaffung erschwert wurde. Auch waren die neuen Industrien oft Leuchtturmprojekte, in denen je Industriezweig zumeist nur eine Firma auf einem durch hohe Importzölle geschützten Binnenmarkt monopolistisch auftreten konnte, was inflationäre Tendenzen verstärkte. Ein häufiger Fehler war auch die Priorisierung des Aufbaus der kapitalintensiven Schwerindustrie, welche die finanziellen Möglichkeiten von Entwicklungs- und Schwellenländern überfordern konnte.
In den 1980er Jahren gab die Weltbank ihre unterstützende Haltung gegenüber der Politik der importsubstituierenden Industrialisierung auf und schloss sich der Kritik einiger Wirtschaftswissenschaftler an. Diese erklärten, dass die strukturalistische Wirtschaftspolitik für die in den 1980er Jahren auftretenden Probleme der lateinamerikanischen Schuldenkrise und hoher Inflation, die als macro mess bezeichnet wurden, verantwortlich sei. Andere Wirtschaftswissenschaftler erklärten später, dass Probleme wie die Überbewertung der heimischen Währung, Handelsbilanzdefizite und staatliche Haushaltsdefizite nicht originäre Folge einer strukturalistischen Wirtschaftspolitik, sondern das Ergebnis schlechter Geld- und Finanzpolitik gewesen sei. Die lateinamerikanische Schuldenkrise beruhe in erster Linie auf den starken Schwankungen des Kapitalmarktes, der in den 1970er Jahren mit niedrigen Zinsen und einer großen Kreditvergabebereitschaft (Petrodollareffekt) Anreize zur verstärkten Schuldenaufnahme gegeben hatte, während dann in den 1980er Jahren eine Hochzinsphase bei restriktiver Kreditvergabe auftrat. In dieser Situation gerieten die südamerikanischen Länder unter unterschiedlichsten Voraussetzungen in die Schuldenkrise, so z. B. auch Chile, dass bereits in den 1970er Jahren unter der wirtschaftspolitischen Führung der Chicago Boys zu einer wirtschaftsliberalen Politik übergegangen war.
Die „Verdammung“ der importsubstituierenden Industrialisierung wird von einigen Wirtschaftswissenschaftlern als ahistorisch zurückgewiesen. Ein Vergleich mit den erfolgreichen asiatischen Tigerstaaten zeigt, dass die Schaffung einer industriellen Basis auch hier durch eine Art importsubstituierender Industrialisierung erfolgte. Eine Studie der Oxford-Ökonomen Astorga, Berges und FitzGerald hat ergeben, dass Lateinamerika im 20. Jahrhundert in Bezug auf den Lebensstandard in den Jahren 1940 bis 1980 am besten abschnitt, also in der Phase der importsubstituierenden Industrialisierung. In dieser Phase erlebte Lateinamerika ein durchschnittliches Wirtschaftswachstum von 2,7 % pro Jahr. In der Phase exportorientierter Wirtschaftspolitik zwischen 1900 und 1939 erlebten die großen südamerikanischen Ökonomien ein durchschnittliches Wirtschaftswachstum von 1,3 % pro Jahr. In der Phase der am Washington Consensus orientierten Wirtschaftspolitik zwischen 1980 und 2000 betrug das Wirtschaftswachstum durchschnittlich 0,6 % pro Jahr. Auch wenn das Wirtschaftswachstum natürlich nicht nur von der Wirtschaftspolitik, sondern von vielen Faktoren beeinflusst wurde, deuten die Ergebnisse darauf hin, dass die importsubstituierende Industrialisierung erfolgreicher war als von ihren Kritikern angenommen. Die Ergebnisse dieser Wirtschaftspolitik sollte daher nicht an reinen Lehrbuchtheorien, sondern an den Ergebnissen anderer tatsächlich verwirklichter Entwicklungsstrategien gemessen werden.
Die in den 1980er Jahren von der Weltbank propagierte, am Washington Consensus ausgerichtete, Wirtschaftspolitik wurde von Kritikern als den südamerikanischen Ländern vom Ausland oktroyierte neoliberal inspirierte Politik angesehen. Sie bewirkte ein im Vergleich zu früheren Phasen unterdurchschnittliches Wirtschaftswachstum und erwies sich als in der Bevölkerung sehr unpopulär. Beginnend mit der Wahl von Ricardo Lagos in Chile wurden in Lateinamerika eine Reihe von Mitte-links Regierungen gewählt, die zu einer pragmatischen Wirtschaftspolitik übergingen, die auch einige Gedanken der strukturalistischen Wirtschaftspolitik wieder aufgriff und weiterentwickelte. Diese wird als Neostrukturalismus bezeichnet.
Der südamerikanische Strukturalismus übte auch starken Einfluss auf die Entwicklung der Dependenztheorie aus. Den Analysen der Strukturalisten folgend wurden einige der entdeckten Rigiditäten in neoklassische Modelle aufgenommen.

## Belege
1. 1 2  Joseph L. Love: The Rise and Decline of Economic Structuralism in Latin America. In: Latin American Research Review. Bd. 40 Nr. 3 (2005), S. 100–125. S. 101.
2. ↑  José Gabriel Palma: „Structuralism“ In: Amitava Krishna Dutt, Jaime Ros: International Handbook of Development Economics. Edward Elgar Publishing, 2008, ISBN 1-84542-327-5, S. 136.
3. ↑  Vgl. auch Ludwig Schätzl: Wirtschaftsgeographie. 9. Auflage. UTB, 2003, ISBN 3-8252-0782-X, S. 189.
4. ↑  Sandra Kuntz Ficker: From Structuralism to the New Institutional Economics: The Impact of Theory on the Study of Foreign Trade in Latin America. In: Latin American Research Review. Bd. 40 Nr. 3 (2005), S. 145–162. S. 146, 147.
5. ↑  Joseph L. Love: The Rise and Decline of Economic Structuralism in Latin America. In: Latin American Research Review. Bd. 40 Nr. 3 (2005), S. 100–125. S. 113.
6. ↑  Sandra Kuntz Ficker: From Structuralism to the New Institutional Economics: The Impact of Theory on the Studyof Foreign Trade in Latin America. In: Latin American Research Review. Bd. 40 Nr. 3 (2005), S. 145–162. S. 146, 147.
7. ↑  Joseph L. Love: The Rise and Decline of Economic Structuralism in Latin America. In: Latin American Research Review. Bd. 40 Nr. 3 (2005), S. 100–125, S. 114.
8. ↑  Joseph L. Love: The Rise and Decline of Economic Structuralism in Latin America. In: Latin American Research Review. Bd. 40 Nr. 3 (2005), S. 100–125. S. 103.
9. ↑  Joseph L. Love: The Rise and Decline of Economic Structuralism in Latin America. In: Latin American Research Review. Bd. 40 Nr. 3 (2005), S. 100–125. S. 107.
10. ↑  Matthias P. Altmann, Contextual Development Economics, Springer Science + Business Media, 2011, ISBN 978-1-4419-7230-9, S. 112
11. ↑  Stockmann, Menzel, Nuscheler: Entwicklungspolitik. Oldenbourg Wissenschaftsverlag, 2010, ISBN 978-3-486-58998-6, S. 104.
12. ↑  Matthias P. Altmann: Contextual Development Economics. Springer Science + Business Media, 2011, ISBN 978-1-4419-7230-9, S. 112.
13. ↑  Sandra Kuntz Ficker: From Structuralism to the New Institutional Economics: The Impact of Theory on the Studyof Foreign Trade in Latin America. In: Latin American Research Review. Bd. 40 Nr. 3 (2005), S. 145–162. S. 146
14. ↑  Hendrik Hansen: Politik und wirtschaftlicher Wettbewerb in der Globalisierung. 1. Auflage. GWV Fachverlag, 2008, ISBN 978-3-531-15722-1, S. 133.
15. ↑  Sandra Kuntz Ficker: From Structuralism to the New Institutional Economics: The Impact of Theory on the Study of Foreign Trade in Latin America. In: Latin American Research Review. Bd. 40 Nr. 3 (2005), S. 145–162. S. 146, 148.
16. ↑  zitiert nach G. Krishnan-kutty: Thoughts of Francois Perroux and Raul Prebisch on Development Strategy of Third World Countries. Northern Book Centre, Neu Delhi, ISBN 8-172-11106-1, S. 45.
17. ↑  Sigurd Klatt, Manfred Wilms, Strukturwandel und makroökonomische Steuerung. Festschrift für Fritz Voigt zur Vollendung des 65. Lebensjahres, Duncker & Humblot, 1975, ISBN 978-3-428-03286-0, S. 211
18. ↑  S. Charushila: Structuralism and Individualism in Economic Analysis. Routledge, 2005, ISBN 0-415-94927-0, S. 59.
19. ↑  Reinhard Stockmann, Ulrich Menzel, Franz Nuscheler: Entwicklungspolitik: Theorien – Probleme – Strategien. Oldenbourg Wissenschaftsverlag, 2010, ISBN 978-3-486-58998-6, S. 102.
20. 1 2  Werner Lachmann: Entwicklungspolitik, Band 1 Grundlagen. 2. Auflage. Oldenbourg Wissenschaftsverlag, 2004, ISBN 3-486-25139-2, S. 87.
21. ↑  Christian Watrin: Ökonomische Theorien und wirtschaftspolitisches Handeln. In: Theoretische und Institutionelle Grundlagen der Wirtschaftspolitik – Festschrift für Theodor Wessels. Duncker & Humblot, Berlin 1967, S. 20.
22. ↑  Martina Metzger: Wirtschaftspolitik und Entwicklung, Eine keynesianische Kritik des Strukturalismus und Neoliberalismus. Campus, Frankfurt 2003, ISBN 3-593-37385-8, S. 33.
23. ↑  Martina Metzger: Wirtschaftspolitik und Entwicklung, Eine keynesianische Kritik des Strukturalismus und Neoliberalismus. Campus, Frankfurt 2003, ISBN 3-593-37385-8, S. 48.
24. ↑  Martina Metzger: Wirtschaftspolitik und Entwicklung, Eine keynesianische Kritik des Strukturalismus und Neoliberalismus. Campus, Frankfurt 2003, ISBN 3-593-37385-8, S. 30, 31.
25. ↑  Geisa Maria Rocha: Celso Furtado and the Resumption of Construction in Brazil: Structuralism as an Alternative to Neoliberalism. In: Latin American Perspectives. Vol. 34, No. 5, Brazil under Cardoso (Sep., 2007), S. 132–159, S. 134.
26. ↑  Martina Metzger: Wirtschaftspolitik und Entwicklung, Eine keynesianische Kritik des Strukturalismus und Neoliberalismus. Campus, Frankfurt 2003, ISBN 3-593-37385-8, S. 35, 36.
27. ↑  Martina Metzger: Wirtschaftspolitik und Entwicklung, Eine keynesianische Kritik des Strukturalismus und Neoliberalismus. Campus, Frankfurt 2003, ISBN 3-593-37385-8, S. 44.
28. ↑  Martina Metzger: Wirtschaftspolitik und Entwicklung, Eine keynesianische Kritik des Strukturalismus und Neoliberalismus. Campus, Frankfurt 2003, ISBN 3-593-37385-8, S. 36.
29. ↑  Martina Metzger: Wirtschaftspolitik und Entwicklung, Eine keynesianische Kritik des Strukturalismus und Neoliberalismus. Campus, Frankfurt 2003, ISBN 3-593-37385-8, S. 45.
30. ↑  Martina Metzger: Wirtschaftspolitik und Entwicklung, Eine Keynesianische Kritik des Strukturalismus und Neoliberalismus. Campus, Frankfurt 2003, ISBN 3-593-37385-8, S. 48.
31. ↑  Werner Lachmann: Entwicklungspolitik, Band 1 Grundlagen. 2. Auflage. Oldenbourg Wissenschaftsverlag, 2004, ISBN 3-486-25139-2, S. 87.
32. ↑  Martina Metzger: Wirtschaftspolitik und Entwicklung, Eine Keynesianische Kritik des Strukturalismus und Neoliberalismus. Campus, Frankfurt 2003, ISBN 3-593-37385-8, S. 39.
33. ↑  Martina Metzger: Wirtschaftspolitik und Entwicklung, Eine Keynesianische Kritik des Strukturalismus und Neoliberalismus. Campus, Frankfurt 2003, ISBN 3-593-37385-8, S. 40.
34. ↑  Martina Metzger: Wirtschaftspolitik und Entwicklung, Eine Keynesianische Kritik des Strukturalismus und Neoliberalismus. Campus, Frankfurt 2003, ISBN 3-593-37385-8, S. 40.
35. ↑  Martina Metzger: Wirtschaftspolitik und Entwicklung, Eine Keynesianische Kritik des Strukturalismus und Neoliberalismus. Campus, Frankfurt 2003, ISBN 3-593-37385-8, S. 41–43.
36. ↑  Spiridon Parskewopoulos, Das Problem der wirtschaftlichen Unterentwicklung. In: Spiridon Parskewopoulos (Hrsg.): Wirtschaftsordnung und wirtschaftliche Entwicklung. Lucius & Lucius Verlag, 1997, ISBN 3-8282-0034-6, S. 9.
37. ↑  Martina Metzger: Wirtschaftspolitik und Entwicklung, Eine Keynesianische Kritik des Strukturalismus und Neoliberalismus. Campus, Frankfurt 2003, ISBN 3-593-37385-8, S. 63.
38. ↑  Sandra Kuntz Ficker: From Structuralism to the New Institutional Economics: The Impact of Theory on the Studyof Foreign Trade in Latin America. In: Latin American Research Review. Bd. 40 Nr. 3 (2005), S. 145–162, S. 149.
39. ↑  Joseph L. Love: The Rise and Decline of Economic Structuralism in Latin America. In: Latin American Research Review. Bd. 40 Nr. 3 (2005), S. 100–125, S. 114.
40. ↑  Joseph L. Love: The Rise and Decline of Economic Structuralism in Latin America. In: Latin American Research Review. Bd. 40 Nr. 3 (2005), S. 100–125, S. 104–105.
41. ↑  Martina Metzger: Wirtschaftspolitik und Entwicklung, Eine Keynesianische Kritik des Strukturalismus und Neoliberalismus. Campus, Frankfurt 2003, ISBN 3-593-37385-8, S. 65.
42. ↑  Joseph L. Love: The Rise and Decline of Economic Structuralism in Latin America. In: Latin American Research Review. Bd. 40 Nr. 3 (2005), S. 100–125, S. 102.
43. ↑  Joseph L. Love: The Rise and Decline of Economic Structuralism in Latin America. In: Latin American Research Review. Bd. 40 Nr. 3 (2005), S. 100–125, S. 103.
44. ↑  Martina Metzger: Wirtschaftspolitik und Entwicklung, Eine Keynesianische Kritik des Strukturalismus und Neoliberalismus. Campus, Frankfurt 2003, ISBN 3-593-37385-8, S. 67.
45. 1 2  Martina Metzger: Wirtschaftspolitik und Entwicklung, Eine Keynesianische Kritik des Strukturalismus und Neoliberalismus. Campus, Frankfurt 2003, ISBN 3-593-37385-8, S. 69.
46. ↑  Björn Gerstenberger: Die Stellung der Zentralbank im wirtschaftspolitischen System Brasiliens. In: Wirtschaftspolitische Forschungsarbeiten der Universität zu Köln. Band 36. ISBN 3-8288-8164-5, S. 10.
47. ↑  Martina Metzger: Wirtschaftspolitik und Entwicklung, Eine Keynesianische Kritik des Strukturalismus und Neoliberalismus. Campus, Frankfurt 2003, ISBN 3-593-37385-8, S. 86.
48. ↑  Gonzalez, An Economic Policy for Development in Cepal Review Nr. 34, 1988, S. 8.
49. ↑  Martina Metzger: Wirtschaftspolitik und Entwicklung, Eine Keynesianische Kritik des Strukturalismus und Neoliberalismus. Campus, Frankfurt 2003, ISBN 3-593-37385-8, S. 44, 48.
50. ↑  Martina Metzger: Wirtschaftspolitik und Entwicklung, Eine Keynesianische Kritik des Strukturalismus und Neoliberalismus. Campus, Frankfurt 2003, ISBN 3-593-37385-8, S. 64, S. 86
51. ↑  Martina Metzger: Wirtschaftspolitik und Entwicklung, Eine Keynesianische Kritik des Strukturalismus und Neoliberalismus. Campus, Frankfurt 2003, ISBN 3-593-37385-8, S. 86.
52. ↑  Martina Metzger: Wirtschaftspolitik und Entwicklung, Eine Keynesianische Kritik des Strukturalismus und Neoliberalismus. Campus, Frankfurt 2003, ISBN 3-593-37385-8, S. 85.
53. ↑  Rosemary Thorp: Progress, Poverty and Exclusion, An Economic History of Latin America in the 20th Century. Inter American Development Bank, Johns Hopkins University Press, Maryland 1998, ISBN 1-886938-35-0, S. 198.
54. ↑  Rosemary Thorp: Progress, Poverty and Exclusion, An Economic History of Latin America in the 20th Century, Inter American Development Bank, 1998, Johns Hopkins University Press, Maryland, ISBN 1-886938-35-0, S. 208.
55. ↑  Rosemary Thorp, Progress, Poverty and Exclusion, An Economic History of Latin America in the 20th Century, Inter American Development Bank, 1998, Johns Hopkins University Press, Maryland, ISBN 1-886938-35-0, S. 207.
56. ↑  Rosemary Thorp: Progress, Poverty and Exclusion, An Economic History of Latin America in the 20th Century. Inter American Development Bank, 1998, Johns Hopkins University Press, Maryland, ISBN 1-886938-35-0, S. 203.
57. ↑  Rosemary Thorp: Progress, Poverty and Exclusion, An Economic History of Latin America in the 20th Century. Inter American Development Bank, Johns Hopkins University Press, Maryland 1998, ISBN 1-886938-35-0, S. 205.
58. ↑  Rosemary Thorp: Progress, Poverty and Exclusion, An Economic History of Latin America in the 20th Century. Inter American Development Bank, Johns Hopkins University Press, Maryland 1998, ISBN 1-886938-35-0, S. 216.
59. ↑  Martina Metzger: Wirtschaftspolitik und Entwicklung, Eine Keynesianische Kritik des Strukturalismus und Neoliberalismus. Campus, Frankfurt 2003, ISBN 3-593-37385-8, S. 64.
60. ↑  Eliana Cardoso, Albert Fishlow: Latin American Economic Development: 1950-1980. In: Journal of Latin American Studies. Bd. 24, Quincentenary Supplement: The Colonialand Post Colonial Experience. Five Centuries of Spanish and Portuguese America (1992), S. 197–218. S. 207, 208.
61. ↑  Martina Metzger: Wirtschaftspolitik und Entwicklung, Eine Keynesianische Kritik des Strukturalismus und Neoliberalismus. Campus, Frankfurt 2003, ISBN 3-593-37385-8, S. 94.
62. 1 2 3  Rosemary Thorp: Progress, Poverty and Exclusion, An Economic History of Latin America in the 20th Century. Inter American Development Bank, Johns Hopkins University Press, Maryland 1998, ISBN 1-886938-35-0, S. 199.
63. ↑  Rosemary Thorp: Progress, Poverty and Exclusion, An Economic History of Latin America in the 20th Century. Inter American Development Bank, Johns Hopkins University Press, Maryland 1998, ISBN 1-886938-35-0, S. 195
64. ↑  Peter Preston, Development Theory: An Introduction, John Wiley & Sons, 1996, ISBN 978-0-631-19555-9, S. 186
65. ↑  Rosemary Thorp: Progress, Poverty and Exclusion, An Economic History of Latin America in the 20th Century. Inter American Development Bank, Johns Hopkins University Press, Maryland 1998, ISBN 1-886938-35-0, S. 197
66. ↑  Peter Preston: Development Theory: An Introduction. John Wiley & Sons, 1996, ISBN 978-0-631-19555-9, S. 186.
67. ↑  Peter Preston: Development Theory: An Introduction. John Wiley & Sons, 1996, ISBN 978-0-631-19555-9, S. 186, 187.
68. ↑  Christian Kellerman, Die Organisation des Washington Consensus, Transcript, 1. Auflage, 2006, ISBN 978-3899425536, Seite 95, 96
69. ↑  Peter Preston, Development Theory: An Introduction, John Wiley & Sons, 1996, ISBN 978-0-631-19555-9, S. 186
70. ↑  Peter Preston, Development Theory: An Introduction, John Wiley & Sons, 1996, ISBN 978-0-631-19555-9, S. 186
71. ↑  Stockmann, Menzel, Nuscheler, Entwicklungspolitik, Oldenbourg Wissenschaftsverlag, 2010, ISBN 978-3-486-58998-6, S. 108, 109
72. ↑  Joseph L. Love: The Rise and Decline of Economic Structuralism in Latin America. In: Latin American Research Review. Bd. 40 Nr. 3 (2005), S. 100–125. S. 104.
73. ↑  Justin Yifu Lin, New Structural Economics, A Framework For Rethinking Development. (PDF; 345 kB) S. 9.
74. ↑  Joseph L. Love: The Rise and Decline of Economic Structuralism in Latin America. In: Latin American Research Review. Bd. 40 Nr. 3 (2005), S. 100–125. S. 105.
75. ↑  Richard O’Brian, External Debt and Capital Flows in Latin America in: Kevin J. Middlebrook, Carlos Rico, The United States and Latin America in the 1980s. University of Pittsburgh Press, 1988, ISBN 0-8229-6087-7, S. 210.
76. ↑  Justin Yifu Lin, New Structural Economics, A Framework For Rethinking Development. (PDF; 345 kB) S. 13.
77. ↑  Joseph L. Love: The Rise and Decline of Economic Structuralism in Latin America. In: Latin American Research Review. Bd. 40 Nr. 3 (2005), S. 100–125. S. 107. (Bezugspunkt der Statistik sind die 5 größten Ökonomien Südamerikas).
78. ↑  Justin Yifu Lin, New Structural Economics, A Framework For Rethinking Development. (PDF; 345 kB) S. 10.
79. ↑  Fernando Ignacio Leiva: Toward a Critique of Latin American Neostructuralism. In: Latin American Politics and Society. Bd. 50 Nr. 4 (Winter, 2008), S. 1–25 S. 1
80. ↑  Joseph L. Love: The Origins of Dependency Analysis. In: Journal of Latin American Studies. Bd. 22 Nr. 1 (Feb., 1990), S. 143–168. S. 143.
81. ↑  Werner Lachmann: Entwicklungspolitik, Band 1 Grundlagen. 2. Auflage. Oldenbourg Wissenschaftsverlag, 2004, ISBN 3-486-25139-2, S. 88.